# Solpugella asiatica
Solpugella asiatica es una especie de arácnido  del orden Solifugae de la familia Solpugidae.

## Distribución geográfica
Se encuentra en Israel y Turquía.